# Diana Vreeland
Diana Dalziel coniugata Vreeland (Parigi, 29 settembre 1903 – New York, 22 agosto 1989) è stata una giornalista statunitense di origine francese, specializzata nella moda. È considerata un'icona della moda e lo stile negli anni sessanta, venendo tuttora ricordata come una delle personalità più influenti del settore.

## Biografia
Nata Diana Dalziel a Parigi, era figlia di padre britannico, Frederick Young Dalziel, e madre americana, Emily Key Hoffman. Gli Hoffman facevano parte dell'alta società americana, erano discendenti del fratello di George Washington oltre che cugini di Francis Scott Key. Diana Vreeland aveva una sorella, Alexandra Dalziel, ed era cugina di Pauline de Rothschild. La famiglia si trasferì alla fine della prima guerra mondiale negli Stati Uniti.
Diana Dalziel sposò il banchiere Thomas Reed Vreeland nel 1924. Dopo il matrimonio la coppia si trasferì a Londra, dove la Vreeland aprì una boutique per signore, che poteva annoverare fra i clienti Wallis Simpson, futura Duchessa di Windsor. In questo periodo Diana visitò spesso Parigi, dove nel 1926 incontrò Coco Chanel e la sua amica gioielliera Suzanne Belperron.
Nel 1937 Diana Vreeland si trasferì nuovamente a New York. Qui iniziò la sua carriera come giornalista e redattrice per la rivista di moda Harper's Bazaar. Importante firma di Harper's Bazaar e Vogue, nel 1965 fu ammessa nella Hall of Fame della Lista internazionale delle donne meglio vestite. Nello stesso anno coniò il termine youthquake, che venne a identificare l'omonimo movimento giovanile. Dal 1962 al 1972 fu redattrice capo della rivista Vogue America. Nel 1967 morì suo marito e nel 1972 la Vreeland iniziò a lavorare come consulente tecnico con l'istituto del costume del Metropolitan Museum of Art.

## Influenze nella cultura
- Diana Vreeland appare nella serie televisiva sulla vita di Jacqueline Kennedy del 1991 Jackie, nella quale viene impersonata da Nan Martin.
- Mary Louise Wilson e Mark Hampton hanno scritto una commedia, Full Gallop, sulla vita di Diana Vreeland, tratta dalla sua autobiografia D.V.
- Nel film Infamous - Una pessima reputazione del 2006, Diana Vreeland è stata interpretata da Juliet Stevenson.
- Nel film Factory Girl del 2006, Diana Vreeland è stata impersonata da Illeana Douglas.
- La sua autobiografia D.V. è citata nel film A Wong Foo, grazie di tutto! Julie Newmar.
- Nel 2011 è stato prodotto il documentario sulla vita della Vreeland Diana Vreeland: The Eye Has to Travel,[5] distribuito nel 2013 in italiano da Feltrinelli col titolo di Diana Vreeland: le avventure di un occhio inquieto.